# Vistani
Vistani to fikcyjna rasa tajemniczych ludzi wzorowanych na stereotypach ludności romskiej, występująca w grze fabularnej Dungeons & Dragons w świecie Ravenloft i Masque of the Red Death. Niewiele o nich wiadomo, gdyż najczęściej są oni używani jako swego rodzaju "narzędzie", które w czasie sesji może wykorzystywać Mistrz Gry. Znane informacje o nich są umieszczone poniżej:
- Vistani potrafią kontrolować Mgły Ravenloftu, co pozwala im bezpiecznie podróżować do miejsc, do których tylko chcą bez niebezpieczeństwa pomylenia drogi i znalezienia się w całkiem innym miejscu. Są jedynymi istotami, które mogą wejść we Mgły i mieć pewność, iż wyjdą z nich dokładnie w tym miejscu, w którym chcą. Jedynym odstępstwem od tej reguły jest bezpośrednia interwencja Mrocznych Potęg (ang. Dark Powers).

- Vistani posiadają swego rodzaju żądzę podróżowania i nie mogą pozostawać w promieniu mili od danego miejsca dłużej niż tydzień, gdyż zaczną cierpieć na przypominającą grypę lub gorączkę chorobę zwaną "Static Burn" (można to przetłumaczyć jako "wypalanie się związane z danym miejscem"). Gdy Vistani nabawi się tej choroby, ma on / ona od 2 do 7 dni na opuszczenie miejsca, w którym się znajduje lub na zawsze straci swoje magiczne moce i stanie się wyrzutkiem, określanym mianem mortu, co można mniej więcej przetłumaczyć jako "Żywy Trup".

- Vistani posiadają potężne, wrodzone umiejętności magiczne, które przypominają często magię znaną czarodziejom. Mają także trzy unikatowe zdolności: Moc Klątw (ang. Curse Potency), Złe Oko (ang. Evil Eye) oraz Wzrok (ang. Sight). Moc Klątw, jak sama nazwa wskazuje, sprawia, iż klątwy, które nakładają Vistani mają większą szansę by się ziścić. Złe Oko to zdolność do magicznego wpływania na szczęście danej osoby, natomiast Wzrok to potężna magia służąca do przewidywania przyszłości. Wzrok mogą posiadać tylko kobiety należące do Vistani – każdy mężczyzna, który posiada tę umiejętność, jest zabijany jeszcze będąc dzieckiem.

- Vistani mają wśród siebie kilka unikatowych tytułów: Raunie to tytuł nadawany kobiecie, która w danym obozie posiada najpotężniejszy Wzrok. Darkling to Vistani-przestępca, który został wyrzucony z plemienia. Nienawidzą oni Vistani z wzajemnością. Dukkar to mężczyzna, który urodził się ze Wzrokiem i dożył wieku dorosłego. Jedynym żyjącym Dukkarem jest rządzący domeną Invidia.

Przedstawienie Vistanich spotkało się w ostatnich latach z krytyką, jako zbyt negatywne i stereotypowe w stosunku do ludności romskiej; starsze dodatki do D&D przedstawiały ich zwykle jako wędrownych oszustów, zacofanych, brutalnych, i powiązanych z siłami zła. Nowsze dodatki do D&D starają się przedstawić Vistanich bardziej pozytywnie.